# Gouvernement Kebili
Kebili (arabisch قبلي, DMG Qibillī) ist eines der 24 Gouvernements in Tunesien.
Die südliche Hälfte des mit einer Fläche von 22.454 km² zweitgrößten Gouvernements des Landes wird überwiegend von den Sahara-Sandmeeren der Ergs geprägt, hier befindet sich auch der Jebil-Nationalpark. Im Norden liegt der Salzsee Chott el Djerid, der östlich in den Chott el Fedjadj übergeht. Die Hauptstadt des Gouvernements ist das gleichnamige Kebili, eine weitere wichtige Stadt ist Douz.
Am 21. September 2011 griff die tunesische Luftwaffe im abgelegenen Süden der Region nahe der algerischen Grenze einen bewaffneten Konvoi an und zerstörte mehrere Fahrzeuge. Die Herkunft des Konvois ist unbekannt, es könnte sich jedoch um Schmuggelbanden oder al-Qaida-Mitglieder gehandelt haben, die die Region als Transportroute und Rückzugsort nutzen.

## Nefzaoua
Das südlich der Salzseen gelegene Oasengebiet Nefzaoua (نفزاوة) mit den Hauptorten Kebili und Douz überschneidet sich weitgehend mit dem Gouvernement – Nefzaoua betont aber mehr den historischen Naturraum.
Die nahe gelegene Kleinstadt Djemna (جمنة Ğamna, auch Jemna) war historisch wiederholt Ausgangspunkt sozialer Bewegungen zur Dekommodifizierung von Ländereien. Während der Jasmin-Revolution 2010/2011 war die Siedlung Gründungsort der Association for the Protection of Jemna's Oases (Organisation zum Schutz der Oasen Jemnas, APJO) zur gemeinschaftlich-genossenschaftlichen Verwaltung der örtlichen Agrarflächen.

## Delegationen
Die Gliederung des Gouvernements umfasst sechs Delegationen.
| Delegation  | Einwohner 2004 |
| ----------- | -------------- |
| Douz Nord   | 25.534         |
| Douz Süd    | 17.187         |
| Faouar      | 16.296         |
| Kebili Nord | 29.429         |
| Kebili Süd  | 28.040         |
| Souk Lahad  | 26.732         |